# Wojciech Pietrzyk
Wojciech Maria Pietrzyk (ur. 11 kwietnia 1930 w Krakowie, zm. 3 kwietnia 2017 tamże) – polski architekt.

## Życiorys
Studiował na Wydziale Architektury Politechniki Krakowskiej. Studia ukończył w 1956 roku. Zmarł w 2017 roku w Krakowie. Pochowany na cmentarzu Parafii Najświętszego Salwatora w Krakowie.

## Projekty

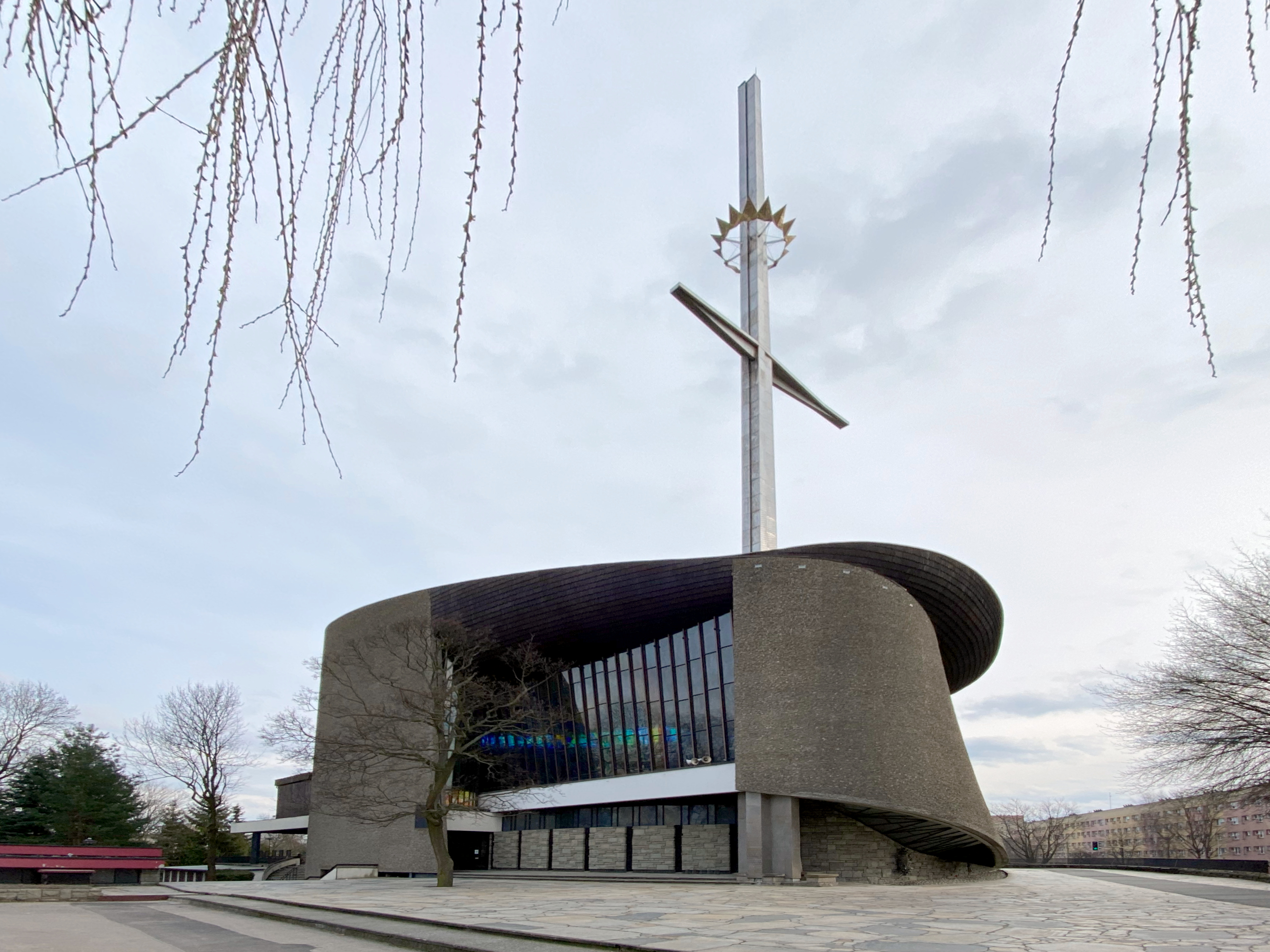
Arka Pana w Nowej Hucie w Krakowie.
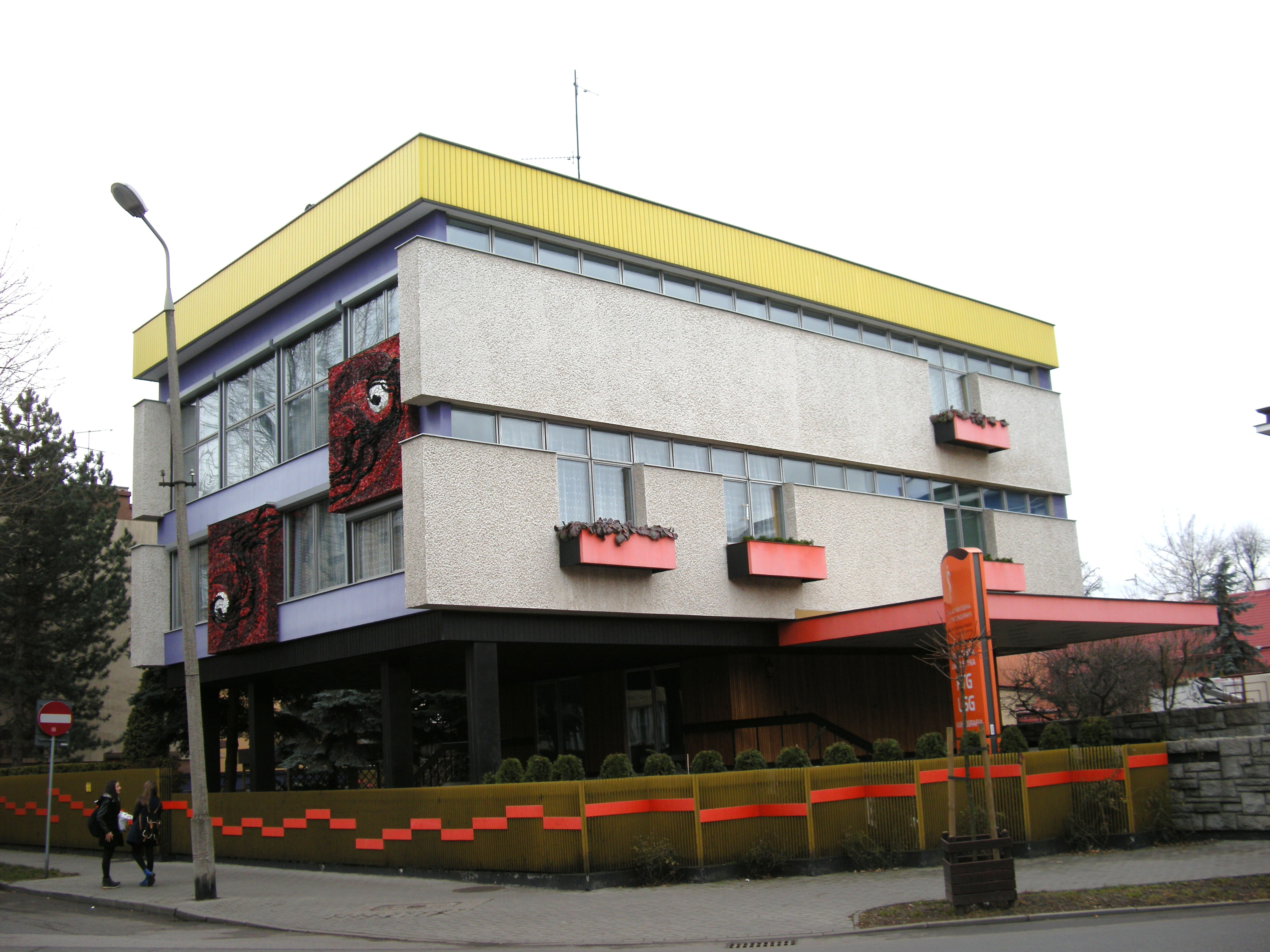
Dom doktora Stanisława Książka w Tarnowie (Projektowanie rozpoczęło się w 1966 roku)
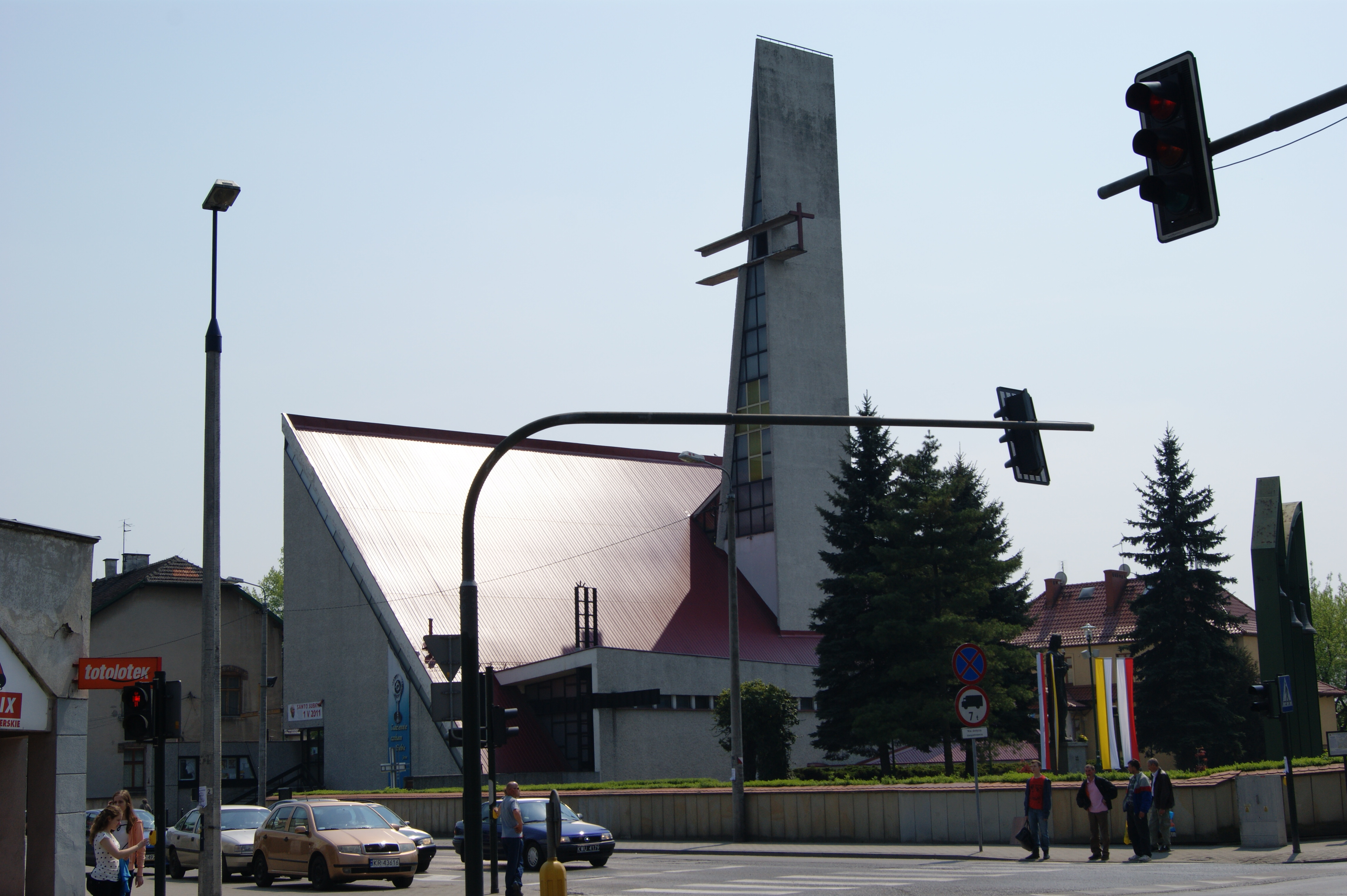
Kościół Dobrego Pasterza w Krakowie
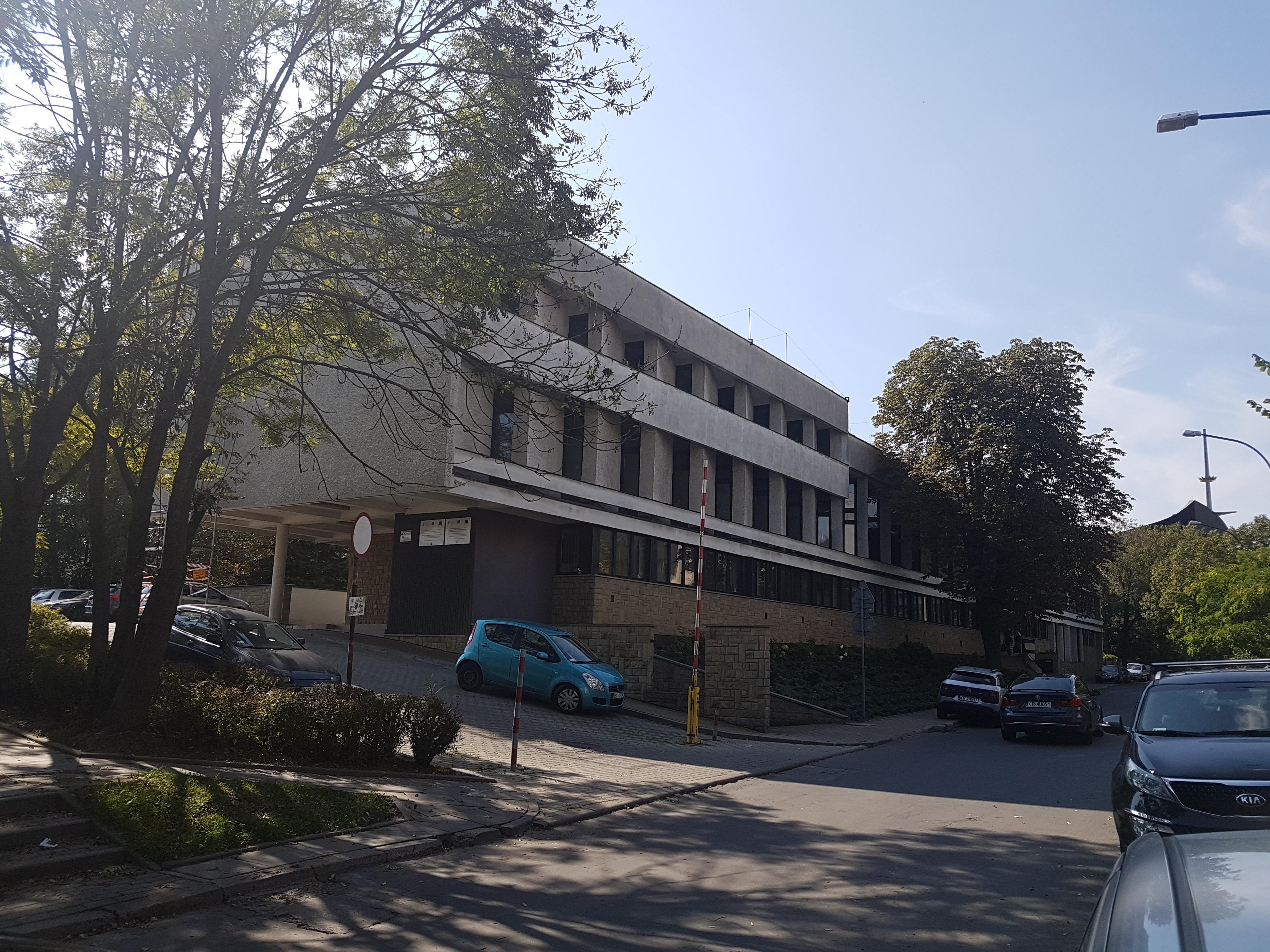
Hospicjum św. Łazarza w Krakowie

- Willa Książków, Tarnów ul. Chopina 16[3][4] (1967),
- Willa przy ul. Focha 28(?) i B. Prusa[5],
- Kościół Pana Jezusa Dobrego Pasterza w Krakowie (1974)[6],
- Kościół Najświętszego Serca Pana Jezusa (nowy) w Bukowinie Tatrzańskiej zbudowany w latach 1974–1982[7][8],
- Kościół Matki Boskiej Królowej Polski (Arka Pana) (1977)[9],
- Willa Zbigniewa Loretha na Woli Justowskiej przy ul. Leśnej 21[10] (1979),
- Hospicjum św. Łazarza w Krakowie (otwarte 1996)[11].